# 劇団夜想会
劇団夜想会（げきだん やそうかい 1982年 - ）は、野伏翔により設立された日本の劇団。

## 概要
1982年、映画監督であり演出家でもある野伏翔により設立された。この先の見えない現代に、「それでも人生は生きるに値する」というメッセージを込め活動する劇団。「夜想会」という名前は、夜空のもとで稽古を重ね、「人とは」「魂とは」と問い続ける姿勢を託すべく、野伏が自ら命名した。
結成初期は、シェイクスピア、チェーホフ、サルトル、清水邦夫等、新劇的指向性がうかがえる演目を中心に公演を行なってきたが、1995年『同期の桜』公演以降、靖国神社に於いて特設ステージを組み同公演を行うなど、社会的作品を上演するようになった。『俺は君のためにこそ死ににいく』や『めぐみへの誓い』なども上演している。また、自民党本部での演劇上演も実施した。
2010年1月、紀伊国屋サザンシアターに於いて、演劇界において史上初の北朝鮮による日本人拉致問題を取り上げた衝撃の作品『めぐみへの誓い』の上演を発表。
夜想会は、「劇団夜想会」、。映画制作部門「夜想会シネマプロジェクト」、また俳優・声優のマネジメントを行なう「YSKプロダクション」の3部門で構成されている。
毎年 春、夏には劇団員も参加して北朝鮮に拉致された日本人救出のための救う会埼玉の街頭署名活動にも参加している。
現在、映画化プロジェクト「めぐみへの誓い－奪還－」の協賛企業や資金支援を広く求めると共に資金募集が国民運動となる様に働きかけている。

## 主な俳優

### 団友
- 原田大二郎
- 川上麻衣子

### 劇団員
- 石村とも子
- 宮内敦士
- 佐羽英
- 多田広輝
- 辺見のり子
- 森本優里
- 半井小絵
- 藤井弘平
- 北煬子
- 稲村幸助
- 原田晃希
- 宇塚彩子
- 渡辺由佳子
- 秦まりな
- 中西琴
- 大塚悠介
- 芹沢幸紀

## 劇団スタッフ・関係者
- 代表：野伏翔
- プロデューサー：石村昌一
- ダンス指導：中原芳子
- 歌唱指導：原香菜子
- 殺陣指導：脇坂昌宏

## 公演記録

### 本公演
- 1982年 『雨の葬送』（於：シアターグリーン）
出演：人村明美、千葉繁 他
- 1983年 『夜明けのフーガ』（於：スタジオダック
出演：千葉繁、東啓子 他
- 1984年 『楽屋』（於：シアターモリエール
出演：三上博史、水島文夫 他
- 1984年 『ゴドーを待ちながら』（於：アトリエフォンテーヌ）
出演：前田美都子、人村明美、東啓子 他
- 1985年 『雨の葬送』（於：アトリエフォンテーヌ）
出演：人村明美、石村とも子 他
- 1985年 『時の崖』（於：下北沢駅前劇場）
出演：高山広 他
- 1986年 『黄昏のメルヘン』（於：ザ・スズナリ）
出演：石村とも子、高山広、増田由紀夫 他
- 1987年 『楽屋』（於：シアターモリエール）
出演：石村とも子、前田美都子 他
- 1988年 『焼け跡の女侠』（於：三百人劇場）
出演：妹尾洸、前田美都子、石村とも子、西尾かおる 他
- 1988年 『幻に心もそぞろ狂おしのわれら将門』（於：シアターモリエール）
出演：小川幾多郎、青田浩子、石村とも子 他
- 1989年 『幻に心もそぞろ 狂おしのわれら将門』（於：シアターアプル）
出演：原田大二郎、あづみれいか、立川三貴、石村とも子 他
- 1990年 『リア王』（於：シアターアプル）
出演：滝田栄、山本亘、石村とも子、小川幾多郎 他
- 1991年 『焼け跡の女侠』（於：東京芸術劇場）
出演：川口小枝、妹尾洸、石村とも子、北田学 他
- 1991年 『メアリー・スチュアート』（於：シアターモリエール）
出演：石村とも子、軍司眞人 他
- 1993年 『三人姉妹』（於：シアターサンモール）
出演：花山佳子、石村とも子、川口千枝、後藤加代 他
- 1994年 『カッコーの巣の上を』（於：シアターサンモール）
出演：山本亘、軍司眞人、小倉一郎、石村とも子 他
- 1994年 『奇跡の人』（於：シアターサンモール）
出演：石村とも子、鈴木奈央、瀬戸内美八、伊藤貴明 他
- 1995年 『同期の桜』（於：シアターサンモール）
出演：佐藤仁哉、重田尚彦、上村香子 他
- 1996年 『はつかネズミと人間』（於：シアターVアカサカ）
出演：山本亘、軍司眞人、石山雄大、宮内敦士 他
- 1997年 『同期の桜』（於：紀伊國屋サザンシアター）
出演：藤真秀、宮内敦士、石山雄大、上村香子 他
- 1998年 『ハムレット』（於：紀伊國屋サザンシアター）
出演：宮内敦士、久我陽子、山本亘、石村とも子、石山雄大 他
- 1999年 『カッコーの巣の上を』（於：紀伊國屋ホール）
出演：山本亘、小宮久美子、宮内敦士、姫野惠二 他
- 2000年 『るつぼ』（於：紀伊國屋ホール）
出演：荻野目慶子、山本亘、宮内敦士、姫野惠二、石山雄大 他
- 2001年 『十二夜』（於：紀伊國屋ホール）
出演：川上麻衣子、山本亘、宮内敦士、内林若奈、石山雄大 他
- 2001年 『遙かなる都』（於：紀伊國屋サザンシアター）
出演：村松英子、宮内敦士、佐藤仁哉、姫野惠二 他
- 2002年 『ジュリアス・シーザー』（於：紀伊國屋ホール）
出演：原田大二郎、上杉祥三、石村とも子、宮内敦士、姫野惠二 他
- 2003年 『墓場なき死者』（於：紀伊國屋ホール）
出演：佐野瑞樹、石村とも子、宮内敦士、佐藤仁哉、石山雄大 他
- 2003年 『鹿鳴館』（サロン劇場提携作品、於：紀伊國屋サザンシアター）
出演：村松英子、観世榮雄、中野誠也、前田真里衣 他
- 2003年 『同期の桜』（於：靖国神社境内特設舞台）
出演：宮下直紀、柏進、佐藤仁哉、石村とも子、上村香子 他
- 2004年 『三人姉妹』（於：紀伊國屋ホール）
出演：ANZA、石村とも子、小宮久美子、宮内敦士、柏進 他
- 2005年 『多重人格探偵サイコ』（於：紀伊國屋サザンシアター）
出演：唐橋充、原田大二郎、松本まりか、正木蒼二、山前麻緒、加藤隼平 他
- 2005年 『同期の桜』（於：靖国神社境内特設舞台）
出演：柏進、佐藤仁哉、浜畑賢吉、上村香子、加藤隼平、佐羽英、畠垣洋司 他
- 2006年 『幻に心もそぞろ 狂おしのわれら将門』（於：紀伊國屋サザンシアター）
出演：原田大二郎、清水宏治、川上麻衣子、石村とも子、宮内敦士、水島文夫、山前麻緒、佐羽英、加藤隼平 他
- 2007年 『愛と不安の夏 〜原爆乙女たち・愛と勇気の軌跡〜』（於：紀伊國屋ホール）
出演：石村とも子、宮内敦士、藤真秀、大峯麻友、山前麻緒、神谷美帆 他
- 2008年 『三人姉妹』（於：紀伊國屋ホール）
出演：原田大二郎、石村とも子、大峯麻友、倉田秀人、和田幸奈、木村彩花、佐羽英、杉本輝昭、山前麻緒 他
- 2008年 『俺は、君のためにこそ死ににいく』（劇団夜想会・「正論」創刊35周年記念共同企画、於：靖国神社境内）
出演：石村とも子、山田健太、齋藤ヤスカ、佐藤仁哉、池田愛、山崎尚子、佐羽英 他
- 2009年 『俺は、君のためにこそ死ににいく』（於：紀伊国屋サザンシアター）
出演：石村とも子、山田健太、片岡信和、佐藤仁哉、山前麻緒、松本永倫子、佐羽英、荒川智大、志賀守 他
- 2010年 『めぐみへの誓い』（於：紀伊国屋サザンシアター）
出演：小野寺昭, 川上麻衣子, 石村とも子, 浜田翔子, 佐羽英, 辺見のり子  他
- 2010年 『愛と不安の夏2010』（於：俳優座劇場）
出演：石村とも子, 宮内敦士, 大峯麻友, 藤　真秀, 山前麻緒, 鴨川ゆみ子, 神谷美帆, 畠垣洋司, 佐羽　英, 小川　潤, 中尾有希, 吉澤洋子, 杉本輝昭, 大野　誠, 後藤真采呂, 渡辺智史, 内田悠子, 鈴木雄策, 江夏遥平　他
- 2011年 『俺は、君のためにこそ死ににいく』（於：紀伊国屋ホール）
出演：石村とも子、山田健太、内田譲、宮原将護、佐羽英、多田広輝、辺見のり子、小見竜二、佐藤輝 他
- 2012年 『ミュージカル誠～とびだせ新選組～』（於：俳優座劇場）
出演：中州和秀、妹尾青洸、浅見和俊、倉田秀人、武智健二、増島愛浩、西島顕人、黒宮ニイナ、緒方有里沙、佐羽英、多田広輝 他
- 2015年03.27. 『めぐみへの誓い』劇団夜想会による、北朝鮮の拉致問題を扱った舞台劇『めぐみへの誓い』自民党本部８階のホールで上演。

### アトリエ公演
- 2005年 『焼け跡の女侠』（於：代官山ASB）
出演：山前麻緒、森田和正、宮川葵、加藤隼平、佐羽英、畠垣洋司、溝口成美 他
- 2005年 『恭しき娼婦』（於：アトリエフォンテーヌ）
出演：山前麻緒、鴨川ゆみ子、畠垣洋司、杉本輝昭、小川潤、鈴木雄策、大野誠、二宮康士 他
- 2006年 『戦場のピクニック』（於：アトリエフォンテーヌ）
出演：若杉千弘、野宮可奈子、内田悠子、溝口成美、杉本健三、野々山郁也、早川久美子 他
- 2007年 『キネマの天地』（於：アトリエフォンテーヌ）
出演：山前麻緒、佐羽英、内田悠子、古谷美世子、拝田ちさと、加藤隼平、杉本輝
- 2009年 『眠れる森の美女』（於：アトリエフォンテーヌ）
出演：佐羽英、大野誠、杉本輝昭、木村彩花、萩原宏樹、拝田ちさと、辺見のり子、多田広輝 他
- 2011年 『ミュージカル誠That’s新選組～志士たちの遺言～』（於：アトリエフォンテーヌ）
出演：佐羽英、大野誠、拝田ちさと、辺見のり子、多田広輝 他
- 2011年 『アンチゴーヌ』（於：銀座みゆき館劇場）
出演：多田広輝、杉本輝昭、木村彩花、秦まりな、辺見のり子、拝田ちさと、佐藤輝 他
- 2011年 『カンガルー』（於：銀座みゆき館劇場）
出演：佐羽英、辺見のり子、岡安淳子、藤井弘平、本田昂也、小見竜二、多田広輝、拝田ちさと、佐藤輝　他

### 映画
- 1996年 『MUSASHI 外伝 ヤングムサシの秘密に迫る』
出演：宮内敦士、藤谷文子、松田洋治、宮下順子、小倉一郎、石村とも子、キラーカーン、軍司眞人、室田日出男 他
- 2006年　『ガッツ伝説 愛しのビット・ブル』
出演：ガッツ石松、麻生祐未、菅田俊、清水美那、川上麻衣子、山口美也子、石村とも子、原田大二郎、石山雄大、坂上二郎（友情出演） 他
- 2009年 『初恋 夏の記憶』
出演：多岐川華子、山田健太、石黒賢、麻生祐未、石村とも子、竜雷太、島かおり、和田幸奈、中野勇士、中尾有希 他